# Effektive Mikroorganismen
Als Effektive Mikroorganismen (englisch effective microorganisms) und EM werden kommerzielle Mischungen aus verschiedenen, universell vorkommenden aeroben und anaeroben Mikroorganismen aus der Lebensmittelindustrie bezeichnet, die unter anderem zur Verbesserung der Kompostierung, des Stallklimas oder der Tiergesundheit beitragen sollen. Unabhängige wissenschaftliche Studien bestätigen die beworbenen Wirkungen nicht. Wirkungen, die von EM ausgehen, beruhen auf dem Nährlösungs-Substrat (Melasse) des Produkts.
Effective Microorganisms und EM sind  registrierte Warenmarken der Em Research Organization, Inc. (EMRO) mit Sitz in Uruma in Okinawa, Japan. EMRO hat kommerzielle Lizenznehmer und Hersteller weltweit. Im deutschen Sprachraum wird es als „Effektive Mikroorganismen“ oder kurz „EM“ verkauft.

## Konzept
Das kommerzielle Konzept Effective Microorganisms wurde Mitte der 1980er Jahre von Teruo Higa, japanischer Professor für Gartenbau, bekannt gemacht. Higa hat die Hypothese publiziert, nach der im Boden zwischen positiven (aufbauende/regenerative), negativen (abbauende/degenerative) sowie opportunistischen Mikroben unterschieden werden könne. Die Zugabe von (relativ zur Gesamtmasse) wenigen regenerativen Mikroorganismen könne ein insgesamt günstiges Milieu schaffen, welches die Nährstoffe aus dem erzeugten Substrat im Boden nutzbar mache. Haltbare Belege der Hypothesen Higas fehlen bis heute, was dieser selbst einräumt.

## Werbeversprechen
Die effektiven Mikroorganismen sollen das Substrat zersetzen und beim Verstoffwechseln Stoffwechselendprodukte abgeben, die dann anderen Mikroorganismen wiederum als Nahrung dienen. Die Purpurbakterien werden nicht wegen ihrer Photosynthesefähigkeit (Phototrophie), sondern wegen ihrer Fähigkeit zur Chemo- und Heterotrophie eingesetzt. Die Produktwerbung geht jedoch über einhaltbare Werbeversprechen hinaus.

## Produkte
Produkte, die unter dem Namen EM verkauft werden, umfassen sowohl eine nicht genauer ausgezeichnete Mikrobenmischung in Nährlösung selbst, als auch damit hergestellte („aktivierte“) Fertigprodukte. Die Mikroben-Urlösung wird als EM-1 bezeichnet und unter diesem geschützten Namen (registered trademark) von der EM Research Organization Inc. Japan (EMRO) vertrieben.

## Zusammensetzung
Produkte, die unter den Namen „EM“ und „Effektive Mikroorganismen“ verkauft werden, enthalten verschiedenen Taxa von Mikroorganismen, die aus der Lebensmittelindustrie stammen.
Die von Teruo Higa entwickelte Mischung
enthielt:
- Purpurbakterien, wie das Sumpfpurpurbakterium Rhodopseudomona palustris,
- Milchsäurebakterien, wie das Käsebakterium Lactobacillus casei und
- Hefepilze, wie die Bierhefe Saccharomyces cerevisiae.

Heutige Kulturen, die unter den kommerziellen Namen „EM“ und „Effektive Mikroorganismen“ laufen, enthalten:
- Purpurbakterien, wie Rhodopseudomonas palustrus, Rhodobacter spaeroides,
- Milchsäurebakterien, wie Lactobacillus plantarum, Lactobacillus casei, Streptococcus lactis,
- Hefepilze, wie Saccharomyces cerevisiae, Candida utilis zusätzlich
- Schimmelpilze, wie Aspergillus oryzae, Mucor hiemalis und
- Strahlenbakterien, wie Streptomyces albus, Streptomyces griseus.

Diese werden zunächst in Kulturen vermehrt, dann in einer Nährlösung bei pH 3,5 bis 3,8 vermischt und schließlich als Impflösung (engl.: microbial inoculant) verkauft.

## Anwendung
Zur Boden- oder Güllezugabe soll die als Stammlösung bezeichnete EM-1 zunächst zu einer zuckrigen Melasselösung gegeben und ungefähr 7 Tage bei etwa 25–45 °C anaerob inkubiert werden. Die so gewonnene Nährlösung mit Mikroben wird als „aktiviertes EM“ (EM-A) bezeichnet und kann entweder direkt in den Boden verbracht, auf Pflanzen aufgesprüht oder mit organischen Abfällen vermischt und kompostiert werden. Die zur luftabgeschlossenen Kompostierung mit EM angesetzten organischen Abfälle werden als EM Bokashi bezeichnet.

## Wissenschaftliche Studien

### Studienlage
Kritisiert wird, dass viele Informationen, die sich über EM finden lassen, unzuverlässig sind und auf Arbeiten basieren, die wissenschaftlichen Standards nicht genügen. Es wurde des Weiteren gezeigt, dass positive Wirkungen nicht direkt von lebenden EM-Mikroorganismen verursacht werden, sondern primär vom nährstoffreichen Lösungs-Substrat herrühren. Higa selbst räumt ein, dass die schwierige Reproduzierbarkeit einer wissenschaftlichen Akzeptanz entgegenstehe.

### Studien zur Bodenverbesserung und Ertragssteigerung
In einer breit angelegten Studie, die die Effekte von EM im Feldversuch unter den Bedingungen des ökologischen Landbaus im Langzeitversuch über vier Jahre bei verschiedenen Kulturen (Kartoffeln, Gerste, Weizen, Alfalfa) untersuchte, konnte eine direkte Wirkung von EM Produkten nicht bestätigt werden. Die im Agroscope in der Schweiz durchgeführte Studie untersuchte sowohl die Auswirkungen von EM allein als auch in Verbindung mit organischem Dünger (Bokashi). Alle Effekte auf Boden und Ertrag konnten allein auf die Düngerwirkung der aufgebrachten Nährsubstrate zurückgeführt werden, da neben den Kontrollgaben (ohne EM) auch mit sterilisiertem EM-A getestet wurde. Veränderungen in der mikrobiellen Zusammensetzung des Bodens konnten nicht bestätigt werden.
Zu ähnlichen Resultaten kommt eine frühere experimentelle Studie, die Bodenveränderungen und Ertragssteigerungen anhand von Inkubations- und Topfversuchen ermittelt hat. Auch hier wurde mit sterilisierten EM-A der Effekt der reinen Substratzugabe untersucht. Im Ergebnis wurde festgestellt, dass die Wirkungen, die von EM ausgehen, nur auf der Zugabe von organischem Dünger, der immer mit der Gabe von EM verbunden ist, und nicht auf die Einbringung lebendiger Mikroorganismen beruhten.
Eine weitere Untersuchung, die Bokashi – hergestellt aus Bananenstauden einmal mit EM, ohne EM (Wasser) und sterilisiertem EM – zur Düngung von Bananenpflanzen unter tropischen Bedingungen verwendet, stellte in den Bananenblättern Kalium-Konzentrationen fest, die signifikant höher waren als bei der Behandlung mit Bokashi aus sterilisierten EM.
Weitere Studien, die keine Vergleiche mit sterilisierten EM durchführen, kommen zu unterschiedlichen Ergebnissen. In diesen Studien kann nicht unterschieden werden, ob eine Beeinflussung von Bodenparametern und Ertragsveränderungen bei Pflanzen aufgrund eingebrachter lebender Mikroorganismen oder aufgrund des eingebrachten organischen Düngers (Substrateffekt) erfolgt.
So zeigte sich in einer Studie, die im Topfexperiment die Ertragsleistung von Deutschem Weidelgras (Lolium perenne) unter dem Einfluss von fermentierter Gülle (mit und ohne EM) untersuchte, kein Unterschied in der Stickstoffaufnahme und der Biomasse zwischen den Behandlungen, diese waren nur ohne Düngergabe signifikant.
Eine Untersuchung hat beim Vergleich von Hühnermist und EM auf den Ertrag von Mais und die chemischen sowie mikrobiellen Eigenschaften von Schwemmlandböden keinen klaren Effekt feststellen können.
Eine Studie in Pakistan hat einen positiven Effekt von EM auf Baumwollpflanzen festgestellt, der auf die erhöhte Effizienz sowohl von Mineraldünger als auch von Kompost zurückgeführt wurde, wobei sich jedoch beim alleinigen Einsatz von EM keine Ertragssteigerungen zeigten.
Eine elfjährige Untersuchung in China beschreibt einen positiven Effekt von EM beim Ertrag von Weizen, welcher nicht allein auf den Düngeeffekt des Kompost-Substrates zurückgeführt wird.
Die Autoren einer Studie zum Einsatz von EM-A in verschiedenen Applikationsformen bei Basilikum halten den Einsatz von EM bei Pflanzen mit kurzer Vegetationsperiode, die in Boden mit viel Humus und Makroelementen wachsen, für nicht gerechtfertigt.
In einem Feldversuch auf Teneriffa zeigten sich bei Mangold nach Behandlung mit EM sowie mit EM und Bokashi gegenüber der Kontrolle ohne jegliche Düngergabe nur geringe Unterschiede in den physischen und chemischen Eigenschaften, wobei eine Messung nach 19 Wochen höhere Nährwerte als die erste nach 8 Wochen ergab. Kontrollpflanzen hatten einen höheren Wasseranteil als solche, die mit verschiedenen EM-Produkten behandelt wurden. Letztere zeigten hingegen einen niedrigeren Vitamin-C-Gehalt und höhere Werte beim Phosphor und beim Magnesium. Die Anwendung von EM induzierte ebenso höhere Kalzium-Werte als bei nicht behandelten Pflanzen.

### Studien zur Kompostbereitung und zur Schädlingsbekämpfung mit EM
Eine Studie, die die Notwendigkeit der Beimpfung (= Inokulation) mit Cellulose zersetzenden EM-Bakterien und Pilzen der Gattung Trichoderma bei der Kompostierung von Haushaltsabfall in kleiner bis mittlerer Größe untersucht hat, kam zu dem Ergebnis, dass die Beimpfung mit EM und Trichoderma im Blick auf das C/N-Verhältnis keinen signifikanten Unterschied in der Stickstoffverfügbarkeit für Pflanzen und Mikroorganismen zur Folge hatte, die EM Beimpfung jedoch die Reproduktionsrate von Erdwürmern verbessert und somit im Versuch die beste Umgebung für die Wurmkompostierung erschaffen hat.
In einer niederländischen Studie wurde die Wirkung von Bokashi-Kugeln (mit EM versetzte Schlammkugeln) auf das Wachstum von Cyanobakterien (Blaualgen) bzw. auf eine Reduktion der Blaualgenblüte untersucht. Nur in sehr hohen Konzentrationen von 5 und 10 g pro Liter, die weit über den empfohlenen Konzentrationen lagen, zeigten die Kugeln eine wachstumshemmende Wirkung auf die Algen, was durch reduzierte Lichteinwirkung erklärt wurde. Die Studie konnte die Hypothese, dass EM das Wachstum von Cyanobakterien verhindern oder deren Blüten beenden könne, somit nicht bestätigen, und sie verneint auch die Möglichkeit, EM-Produkte könnten dauerhaft Phosphor in eutrophierten Systemen binden oder ihn entfernen.
Beim Befall von Rhododendron-Pflanzen mit dem pilzartigen Schädling Phytophthora ramorum hatte EM in einer experimentellen Studie keine signifikant präventive oder kurative Wirkung und bewirkte nur eine leichte Verminderung des Befalls.